# ハングマン (ゲーム)
ハングマン（Hangman）は、相手の考えた単語を当てる2人用のゲームである。

## 遊び方
まず。出題者と解答者を決める。

途中経過の一例　この場合、正解は"wikipedia"

1. 出題者は出題する単語を選び、その単語の文字数を表す下線を引く。絞首台を描く。
2. 解答者は、単語に入っていると思われるアルファベットを一つ答える。
3. 出題者はアルファベットが回答の単語に含まれているか判定する。
  - アルファベットが単語に含まれているならば、下線の上のその文字が入る場所すべてにその文字を書く。
  - アルファベットが単語に含まれていないならば、絞首台につるされる人の絵を描き加える。
4. 勝敗が決まるまで2.3.を繰り返す。以下のときに勝敗は決まる。
  - 解答者が単語を正解する。-解答者の勝利
  - 絞首台の人の絵が完成する。-出題者の勝利

最終的にこの絵は「吊るされた男」になるように描かれる。絵が不適切ではないか何度か議論になっているが、今日でも同じような絵が用いられる。
人の絵の描き方は特に決まっていないが、多くの人は上から順に描く傾向がある（頭→胴→右手→左手→右足→左足）。また、絞首台の絵を最初に描かずにこれも不正解のときに描いていくルールもある。（絞首台を含む）絵のパーツの数が間違えることのできる回数となるため、絵によって難易度を変えることが可能となっている。
アメリカのテレビ番組『ホイール・オブ・フォーチュン』に倣い、「母音を買う」という追加ルールもある。

## 歴史
ハングマンの起源は不明であるが、The Oxford Guide to Word Games（オックスフォード出版局） の著者 Tony Augarde は、ヴィクトリア朝の頃に生まれたと考えている。
1894年に出版された Alice Bertha Gomme の『伝統的なゲーム』の中にある「鳥・動物・魚」というゲームが基になっていると考えられる。このゲームは、動物の名前の単語の最初の文字と最後の文字を提示して相手に答えさせるという単純なゲームである。
別の資料には、「絞首台」や「絞首刑のゲーム」などの名称も見られる。

## 戦略
英語にはetaoin shrdluと呼ばれる出現しやすい文字の配列がある。解答者は、このような使用されやすい文字を優先的に回答することで、正解の確率を上げることができる。
逆に出題者は、同じリストの上位の文字をなるべく使用しないようにして（例えば rhythm のように当てにくい単語を選ぶ）問題を難しくすることができる。